# Tommaso Di Francesco
Tommaso Di Francesco (Roma, 25 agosto 1948) è un poeta, giornalista e scrittore italiano.

## Biografia
Vive e lavora a Roma presso "Il manifesto", quotidiano del cui collettivo editoriale fa parte fin dalla fondazione nel 1969, e di cui è stato redattore di politica estera, fino a diventarne condirettore insieme a Norma Rangeri il 4 giugno 2014. Il suo esordio letterario avvenne nel 1968 sulla rivista Nuovi argomenti, diretta all'epoca da Pier Paolo Pasolini. Poeta e romanziere, autore di decine di poesie e racconti pubblicati su riviste italiane e straniere, ha curato importanti antologie tra cui  Veleno: antologia della poesia satirica italiana contemporanea (Roma, Savelli 1980), Elenca (Valore d'uso, 1982, con Antonio Ricci), Padiglioni: racconti dal manicomio (con Roberto Roversi), a cura dell'Associazione Franco Basaglia e della Cooperativa il Punto (Roma, Edizioni Associate, 1990) e (con Wasim Dahmash e Pino Blasone) La terra più amata: voci della letteratura palestinese (Roma, Manifestolibri, 2002).
Nella prima metà degli anni 1980 ha svolto attività editoriale dirigendo la cooperativa Valore d'uso e la rivista "Oceano Atlantico" che pubblicavano opere, tra gli altri, di Velio Abati, Silvia Batista, Marco Calabria, Alberto Cioni, Stefano De Francisci, Luigi Di Ruscio, Carmine Fotia, Attilio Lolini, Mario Marchionne, Maura Nuccetelli, Marco Papa, Antonio Ricci, Gianni Rosati e Sebastiano Vassalli.

## Opere principali
- Ultimo assedio, Bergamo, Il bagatto, 1980
- Quintopiano. Epigrammi attraverso la redazione de Il manifesto, introduzione in versi di Roberto Roversi, Roma, Manuzio, 1981
- Persona, con una nota di Renzo Paris, Siena 1981
- Trobar, prefazione di Roberto Roversi, Siena, Quaderni di Barbablù, 1984
- Doppio deserto, prefazione di Paolo Volponi, Catania, Pellicanolibri, 1985
- Cliniche: poesie e poemetti, introduzione di Franco Fortini, Roma, Crocetti, 1987
- Il giovane Mitchum, con una nota di Renzo Paris, Ancona, Il lavoro editoriale, 1988
- Tuffatori, con una lettera in versi di Gianni D'Elia, Milano, Crocetti, 1992
- Hotel Abisso, Roma, Carlo Mancosu, 1994
- Incorpora testo, Lecce, Manni Editori, 1994
- Il buio della specie: quaderno slavo, presentazione di Pietro Cataldi, Lecce, Manni Editori, 1998
- Bistro: epigrammi attraverso la redazione de il manifesto, prefazione in versi di Roberto Roversi, Salerno, Multimedia, 1999
- Disparte: dieci poemetti, Roma, Empiria, 2003
- La passione della distrazione, Lecce, Manni Editori, 2007
- Il trasloco: epigrammi sulla redazione de Il manifesto, Roma, Round Robin, 2009